# Tom Glynn-Carney
Tom Glynn-Carney (7 de fevereiro de 1995) é um ator inglês. Ele é mais conhecido por seu papel coadjuvante no filme de guerra Dunkirk (2017), de Christopher Nolan, e na série House of the Dragon (2022).

## Biografia
Glynn-Carney estudou na Canon Slade School, em Bolton, matriculando-se, posteriormente, no Teatro Musical do Pendleton College of Performing Arts. Ele estudou atuação no Guildhall School of Music e Drama.

## Filmografia

### Filmes
| Ano  | Título               | Papel                    | Notas          |
| ---- | -------------------- | ------------------------ | -------------- |
| 2017 | Dunkirk              | Peter Dawson             |                |
| 2019 | Tolkien              | Christopher Wiseman      |                |
| 2019 | The King             | Henrique Percy (Hotspur) |                |
| 2019 | Rialto               | Jay                      |                |
| 2019 | Extinction           |                          | Curta-metragem |
| 2019 | Stilts               | Rafe                     | Curta-metragem |
| 2021 | Salt Water Town      | Liam                     | Curta-metragem |
| 2023 | Regulars             | Titus                    | Curta-metragem |
| 2023 | The Book of Clarence | Decimus                  |                |

### Televisão
| Ano           | Título              | Papel                    | Notas                |
| ------------- | ------------------- | ------------------------ | -------------------- |
| 2013          | Casualty            | George Thorne            | 2 episódios          |
| 2017          | The Last Post       | Anthony "Tony" Armstrong | Personagem principal |
| 2018          | Doing Money         | Sean                     | Filme para televisão |
| 2021          | Domina              | Jovem Caio               | 2 episódios          |
| 2022-presente | House of the Dragon | Aegon II Targaryen       | Personagem principal |
| 2022          | SAS: Rogue Heroes   | Michael "Mike" Sadler    | 4 episódios          |
| 2022          | Mayflies            | Jovem Tully              | 2 episódios          |
| 2024          | The Jetty           |                          |                      |